# Pinguin Stiftung
Die Pinguin Stiftung mit Sitz in Düsseldorf wurde 1988 vom Chemiker Jürgen Manchot als „Wilhelm-Manchot-Forschungsprofessur“ (1936–2004) ins Leben gerufen und von diesem im Gedenken an seinen Vater Willy Manchot und seinen Großvater Wilhelm Manchot „Pinguin Stiftung“ genannt, da die französische Übersetzung von Pinguin „Le Manchot“ heißt.
Diese mit 40.000 Euro dotierte Stiftungsprofessur wird an herausragende Chemiker verliehen und soll den Preisträgern neben der Würdigung ihres wissenschaftlichen Gesamtwerkes auch eine Lehrtätigkeit an der chemischen Fakultät der TU München ermöglichen. Zudem fördert die Pinguin-Stiftung durch Zuschüsse auch wissenschaftliche Veröffentlichungen und vergibt Sachmittel für Forschungsprojekte.
Nach dem Tod von Jürgen Manchot 2004 wird die Stiftung von seinem Sohn Thomas Manchot unter dem Namen Jürgen Manchot Stiftung weitergeführt.
Diese Stiftung verleiht jährlich die „Wilhelm Manchot-Forschungsprofessur“ an herausragende Chemiker und macht es möglich, die besten akademischen Abschlüsse eines Jahres mit dem Jürgen Manchot Studienpreis auszuzeichnen. Der Preis wird vergeben für die wissenschaftliche Qualität und Originalität der Abschlussarbeiten und für die während des Studiums erbrachten Leistungen.

## Bisherige Manchot-Forschungsprofessuren
- 1991: Olivier Kahn, Université de Paris-Sud, Frankreich
- 1992: John P. Fackler, Jr., Texas A&M University, College Station, USA
- 1993: Robin K. Harris, University of Durham, England
- 1994: Walter G. Klemperer, University of Illinois at Urbana-Champaign, USA
- 1995: D. Michael P. Mingos, Imperial College, London, England
- 1996: Joel S. Miller, University of Utah, Salt Lake City, USA
- 1997: Robert M. Waymouth, Stanford University, Stanford, USA
- 1998: Masato Tanaka, National Institute of Research, Tsukuba, Japan
- 1999: Michael R. Zalutsky, Duke University Medical Center, Durham, USA
- 2000: Konrad Seppelt, FU Berlin
- 2001: Jochen Stark, Bauhaus – Universität, Weimar
- 2002: Reiner Bensch Universitätskommunikation Bauhaus-Universität Weimar
- 2002/03: Andreas Pfaltz, Universität Basel, Schweiz
- 2003/04: Enrique Iglesia, University of California, Berkeley, USA
- 2004/05: Abraham Nitzan, Tel Aviv University, Israel
- 2006: Achim Müller, Universität Bielefeld
- 2008/09: John M. Thomas, University of Cambridge, UK
- 2009: Alain R. Fersht, University of Cambridge, UK
- 2010: Tobin Marks, Northwestern University, Illinois, USA
- 2011: Herbert Waldmann, Max-Planck-Institut, Dortmund
- 2012: Helmut Schwarz, TU Berlin
- 2013: James A. Dumesic, University of Wisconsin–Madison, USA
- 2014: Christian Hertweck, Leibniz-Institut für Naturstoff-Forschung und Infektionsbiologie, Jena
- 2015: Mercouri Kanatzidis, Northwestern University, Illinois, USA
- 2016: Nenad M. Marković, Argonne National Laboratory, USA
- 2017: Phil S. Baran, Professor am „The Scripps Research Institute“ (TSRI) im kalifornischen La Jolla